# Бенедетти, Рене
Рене Бенедетти (фр. René Benedetti; 10 июня 1901, Тулон — 19 октября 1975, Париж) — французский скрипач и музыкальный педагог, «великолепный виртуоз с продолжительной и разнообразной карьерой».

## Биография
Окончил Парижскую консерваторию (1918). В 1922 г. дебютировал в Карнеги-холле — по мнению критика «Нью-Йорк Таймс», молодой музыкант играл «с силой и огнём, подчас грубовато, но с несомненным природным дарованием». О молодом Бенедетти говорили, что он похож на Фрица Крейслера. В 1925—1926 гг. солист оркестра Лиссабонской оперы. Как ансамблевый музыкант выступал в составе фортепианного трио вместе с виолончелистом Андре Наварра.
Начиная с 1930-х гг. преподавал в Парижской консерватории. Среди учеников Бенедетти, в частности, Невилл Марринер и Жан Жак Канторов; в 1935 г. в класс Бенедетти хотел поступить юный Генрик Шеринг, однако у Бенедетти уже не было вакансий, и Шерингу пришлось поступать к другому педагогу годом позже.
Немногочисленные записи Бенедетти (Шопен, Бизе, Венявский, Крейслер и Сарасате) были перевыпущены в серии «Великие скрипачи» звукозаписывающей фирмы «Symposium». Бенедетти и его постоянному концертмейстеру Морису Форе принадлежит первая запись известной пьесы Кароля Шимановского «Источник Аретузы» (1937). Кроме того, Бенедетти записал первый концерт Паганини (с оркестром Ламурё под управлением Эжена Биго); для этого концерта Бенедетти написал каденцию, посвятив её Кристиану Ферра, — с этой каденцией концерт записали Ферра и Канторов.